# Médaille du 10e anniversaire de la république populaire de Pologne
La médaille du 10e anniversaire de la république populaire de Pologne (en polonais : Medal 10-lecia Polski Ludowej) est une décoration civile polonaise d'État.

## Histoire
La décoration est créée par un décret du Conseil d'État (pl) le 12 mai 1954, en tant que décoration jubilaire à l'approche du 10e anniversaire de la création de la république populaire de Pologne.
La médaille est conçue en 1954 par Józef Gosławski.
La décoration est décernée entre le 22 juillet 1954 et le 22 juillet 1955.

#### Listes des personnes décorées de la médaille
- Liste no 1 : (pl) Lista osób odznaczonych "Medalem 10-lecia Polski Ludowej"., 28 octobre 1955, 32 p. (présentation en ligne, lire en ligne  [PDF])
- Liste no 2 : (pl) Lista osób odznaczonych "Medalem 10-lecia Polski Ludowej"., 4 novembre 1955, 32 p. (présentation en ligne, lire en ligne  [PDF])
- Liste no 3 : (pl) Lista osób odznaczonych "Medalem 10-lecia Polski Ludowej"., 9 novembre 1955, 32 p. (présentation en ligne, lire en ligne  [PDF])
- Liste no 4 : (pl) Lista osób odznaczonych "Medalem 10-lecia Polski Ludowej"., 11 novembre 1955, 32 p. (présentation en ligne, lire en ligne  [PDF])